# Верхние Панклеи
Ве́рхние Панкле́и (чув. Тури Панкли) — деревня в Моргаушском районе Чувашской Республики. Входит в состав Юськасинского сельского поселения.

## География
Находится в северо-западной части Чувашии, на расстоянии приблизительно 9 км на юг по прямой от районного центра села Моргауши.

## История
Известна с 1795 года как выселок села Преображенское (ныне Чувашская Сорма) с 20 дворами. В 1859 году было учтено 49 дворов и 364 жителя, в 1897—243 жителя, в 1926 — 70 дворов и 332 жителя, в 1939—317 жителей, в 1979—374. В 2002 году было 95 дворов, в 2010 — 85 домохозяйств. В 1930 году был образован колхоз «Верхний Панклей», в 2010 действовало ГУП "ОПХ «Ударник».

## Население
Постоянное население составляло 299 человек (чуваши 100 %) в 2002 году, 269 в 2010.